# Дні нашого життя
Дні нашого життя (англ. Days of Our Lives) — американська денна мильна опера телеканалу NBC; одне з найтриваліших телешоу — виходить в ефір майже щонеділі з 8 листопада 1965 року (55 сезонів на 2020 рік).
Основною сюжетною лінією є розповідь про життя сімей середнього класу, дві родини психіатрів — Гортонів і Бреді, про їхнє вигадане містечко Салем, медичні, психологічні та інші проблеми сучасної Америки.
Телешоу виходить у США та багатьох інших країнах, є найтривалішим шоу NBC та лауреатом численних денних премії «Еммі». За всю свою історію «Дні нашого життя» понад 160 разів удостоювалися різних телевізійних премій (серед них 19 «Еммі») і отримали понад 250 номінацій.

## Історія створення
Серіал придуманий подружжям Тедом і Бетті Кордей та Айрною Філліпс у 1964 році. Автор більшості перших епізодів телешоу — популярний тоді в США сценарист Вільям Дж. Белл.
«Дні нашого життя» є третьою за тривалістю мильною оперою Сполучених Штатів. Серіал посідає четверте місце серед усіх телепрограм світу за кількістю епізодів: у серпні 2020 року — понад 12370.

## Акторський склад
Основними героями перших епізодів серіалу були Том (актор Макдональд Кейрі), Еліс (акторка Френсіс Рейд), Мікі (актори Джон Кларке, Джон Інгл, Кевін Добсон) та Марі (акторки Марі Читем, Кетрін Вудвілл, Ланна Сондерс) Гордони, Джулі Олсон (акторки Шарла Доерті, Кетрін Данн, Кетрін Феррар, Сьюзен Сіфорт Гейс) і Тоні та Крейг Мерріти. Після збільшення часу ефіру додалися ще 27 персонажів основного складу.
У найбільшій кількості епізодів знялася акторка Френсіс Рейд (1914—2010) — 3945 серій, вона ж була найстаршою акторкою американського телебачення.

## У масовій культурі
Популярність серіалу протягом кількох десятиліть спричинила його високу цитованість і численну згадуваність у сучасних творах.
У культовому ситкомі «Друзі» один із головних героїв, актор-початківець Джої Тріббіані виконує роль доктора Дрейка Ремора. У житті батько іншої акторки головної ролі «Друзів» Дженніфер Еністон, Джон Еністон, грає в основному складі «Днів».
Серіал дивляться герої фільмів «З девяти до пяти» (1980), «Однокласники 2» (2013), серіалу «Надприродне» (актор якого — Дженсен Еклз — виконав роль другого плану в «Днях») тощо.
Серіал «Дні нашого життя», його події та персонажі згадуються в популярних телешоу «Доктор Хаус», «Як я зустрів вашу маму», «Це — ми», «Университет», «Клініка» та інших.